# アル・フジャイラ・スタジアム
アル・フジャイラ・クラブ・スタジアム(アラビア語: ملعب الفجيرة、英: Al Fujairah Club Stadium)は、アラブ首長国連邦のフジャイラにある多目的スタジアムである。

## 概要
収容人数は5,000人。主にサッカーの試合に用いられ、UAEリーグに所属するディバ・アル・フジャイラがホームスタジアムとして使用している。
2012年、AFC U-19選手権2012の会場として使用される。

## 交通アクセス
フジャイラ国際空港よりタクシーで約3分。